# Mesnilus setosa
Mesnilus setosa là một loài ruồi trong họ Tachinidae.